# Брук-Бет Термаліка
«Брук-Бет Термаліка Нецєча КС» (пол. Bruk-Bet Termalica Nieciecza) — професіональний польський футбольний клуб з села Нецеча у Малопольському воєводстві.

## Історія
У 1922 році був організований футбольний клуб, який представляв село Нецєча. Команда проводила матчі з локальними суперниками. Після Другої світової війни у 1946 році клуб відновив діяльність і отримав назву «ЛЗС Нецєча». У першій половині п'ятдесятих років команда добилася великого успіху — путівку до окружної ліги (теперішня III—IV ліга). У сімдесятих роках спортивна діяльність ослабла і навіть команда на деякий час припинила своє існування. У 1983 році клуб відновив діяльність і через клас «В» і «Б» досяг класу «А». Тоді рівень команди був особливо високий — вигравала майже всі матчі. Незабаром повернувся до окружної ліги. Перше десятиліття XXI століття — це період, коли клуб добився найдинамічнішого розвитку, як спортивного так і організаційного. У 2004 році клуб змінив назву на «ЛКС Нецєча», а на початку 2005 року до назви додав назву спонсора «ЛКС Брук-Бет Нецєча». Завдяки величезному вкладові зі сторони президента клубу пані Данути Вітковскої і стратегічного спонсора Bruk-Bet Ltd, команда з року в рік досягала більш високих результатів. Після послідовного просування до вищих ліг в 2009 році команда дебютувала у ІІ лізі, причому знову змінивши назву на «Брук-Бет Нецєча». Дебют був знову вдалим — перше місце у східній групі II ліги і путівка до І ліги. 17 червня 2010 року в зв'язку з отриманням ще одного спонсора Termalica відбулася ще одна зміна назви на «Термаліка Брук-Бет Нецєча».

### Назви
- 1922: Нецєча (пол. Nieciecza)
- 1946: ЛЗС Нецєча (пол. LZS [Ludowy Zespół Sportowy] Nieciecza)
- 2004: ЛКС Нецєча (пол. LKS [Ludowy Klub Sportowy] Nieciecza)

Логотип клубу «Термаліка Брук-Бет» (2010—2016)

- 01.2005: ЛКС Брук-Бет Нецєча (пол. LKS Bruk-Bet Nieciecza)
- 07.2009: Брук-Бет Нецєча (пол. Bruk-Bet Nieciecza)
- 17.06.2010: Термаліка Брук-Бет Нецєча КС (пол. Termalica Bruk-Bet Nieciecza KS [Klub Sportowy])
- 2016: Брук-Бет Термаліка Нецєча КС (пол. Bruk-Bet Termalica Nieciecza)

## Титули та досягнення
- Чемпіонат Польщі (І ліга):
  - 14 місце (1): 2011
- Кубок Польщі:
  - І раунд (1/32 фіналу) (1): 2012

## Основний склад
Станом на 31 січня 2016
| №  | Поз. | Нац.       | Гравець                |
| -- | ---- | ---------- | ---------------------- |
| 1  | ВР   | Польща     | Адріан Ольшевський     |
| 2  | ЗХ   | Польща     | Давид Солдецький       |
| 4  | ЗХ   | Польща     | Міхал Марковський      |
| 5  | ЗХ   | Польща     | Себастян Зайка         |
| 6  | ПЗ   | Польща     | Бартоломєй Барбярж     |
| 7  | ПЗ   | Польща     | Томаш Фошманчик        |
| 8  | ЗХ   | Польща     | Патрик Фриц            |
| 9  | ПЗ   | Польща     | Бартоломєй Смучинський |
| 10 | ПЗ   | Польща     | Давид Плізга           |
| 11 | НП   | Польща     | Еміль Дроздович        |
| 14 | НП   | Польща     | Якуб Вробель           |
| 17 | ЗХ   | Словаччина | Далібор Плева          |

| №  | Поз. | Нац.       | Гравець            |
| -- | ---- | ---------- | ------------------ |
| 18 | ЗХ   | Словаччина | Павол Штано        |
| 19 | ПЗ   | Польща     | Кржиштоф Качмарчик |
| 20 | ПЗ   | Польща     | Якуб Біскуп        |
| 22 | ВР   | Польща     | Андржей Вітан      |
| 24 | НП   | Польща     | Войцех Кедзьора    |
| 25 | ПЗ   | Польща     | Матеуш Купчак      |
| 27 | ЗХ   | Польща     | Даріуш Ярецький    |
| 77 | ПЗ   | Україна    | Артем Путівцев     |
| 82 | ВР   | Польща     | Себастян Новак     |
| 99 | НП   | Словаччина | Мартін Юхар        |